# Лу Хаоцзє
Лу Хаоцзє  (кит.: 陆 浩杰, 3 серпня 1990) — китайський важкоатлет, олімпійський медаліст.

## Виступи на Олімпіадах
| Олімпіада   | Вагова категоря | Місце |
| ----------- | --------------- | ----- |
| Лондон 2012 | 77 кг           | 2     |